# 1810 no teatro

## Nascimentos
| Data          | Nome                               | Profissão                                 | Nacionalidade | Observações | Ref   |
| ------------- | ---------------------------------- | ----------------------------------------- | ------------- | ----------- | ----- |
| 15 de janeiro | António Joaquim da Silva Abranches | dramaturgo                                | Portugal      | m. 1868     | [ 1 ] |
| 28 de março   | Alexandre Herculano                | escritor, historiador, jornalista e poeta | Portugal      | m. 1877     | [ 2 ] |

## Mortes
| Data | Nome | Profissão | Nacionalidade | Observações | Ref |
| ---- | ---- | --------- | ------------- | ----------- | --- |